# 형식범
형식범(形式犯)은 구성요건이 결과의 발생을 요구하지 않고 법률에 규정된 행위를 함으로써 성립하는 범죄
구성요건의 결과발생이 없어도 범죄가 성립하므로 행위와 결과사이의 인과관계는 문제되지 않는다.
주거침입죄, 무고죄, 위증죄 등이 형식범에 해당한다.